# Cristal Habitat
Cristal Habitat est un bailleur social qui résulte de la fusion en 2017 de l'OPAC de Chambéry et de la SAIEM de Chambéry. Il prend la forme d'une entreprise publique locale, et plus précisément d'une société d'économie mixte à conseil d'administration.
Il s'agit de l'un des principaux bailleurs du bassin chambérien, avec l'OPAC de la Savoie, Savoisienne Habitat ou encore ICF Habitat Sud-Est.

## Historique
L'Office HLM de la Ville de Chambéry est créé en 1922. Il devient ensuite Office Public d'Aménagement et de Construction (OPAC) de Chambéry en 1986, Office Public de l'Habitat (OPH) de Chambéry en 2007 et prend ensuite le nom de Chambéry Alpes Habitat au 1er janvier 2011.
Il accompagne notamment la ville dans sa reconstruction à l'Après-guerre, puis lors de son développement pendant les Trente Glorieuses ainsi que durant les décennies suivantes.
De son côté, la SAIEM de Chambéry est une société anonyme immobilière d’économie mixte créée en 1967 pour permettre la création de 1 000 logements intermédiaires dans le quartier de Chambéry-le-Haut.
Elle construit également un autre ensemble de logements en 1982 dans le quartier de Joppet, puis se diversifie en réalisant des équipements tertiaires et industriels, ainsi que de reconstruction d'îlots en centre-ville.
Une direction générale commune est créée pour les deux organismes en 1991. Leur personnel est mutualisé à partir de 2005 au sein du GIE Cristal Services, regroupant près de 200 personnes travaillant pour le sdeux organismes. Une présidence commune est établie en 2009.
En 2016, le groupement est rattaché à Grand Chambéry puis l'entreprise publique locale Cristal Habitat naît en 2017.

## Parc
En 2020, Cristal Habitat indique dans ses statuts gérer un peu plus de 10 500 logements sociaux et 57 000 m2 de locaux professionnels.
Ses principaux actionnaires sont Grand Chambéry à hauteur de 54,6 %, la commune de Chambéry à hauteur de 27,3 % et la Caisse des dépôts et consignations à hauteur de 17,3 %. La Caisse d'épargne Rhône-Alpes, actionnaire à hauteur de 0,1 %, dispose également d'un siège au conseil d'administration.